# Peter Marcussen
Peter Larsen Marcussen (17. december 1898 i Øvre Lerte, Sommersted Sogn – 27. maj 1979 i Sorø) var en dansk lærer og ungdomsformand. Han var fortaler for det nordiske fællesskab og var medstifter af Det Unge Grænseværn, der valgte ham som formand d. 20. september 1933.

## Historie
Peter Marcussen startede på Haderslev Seminarium i 1916, men afbrød uddannelsen da han blev indkaldt til tysk militærtjeneste i 1. verdenskrig. Han afsluttede dog sin uddannelse efter krigen. Da Adolf Hitler kom til magten i 1933, begyndte tyskere i Sønderjylland og Slesvig-Holsten at tale om en omlægning af grænsen. Det foruroligede Marcussen og sammen med H.P. Hanssen samlede de over 400 af de sønderjyske ungdomsforeningernes ledere, til et fællesmøde den 23. april samme år.På dette møde, besluttede de at afholde et ungdomsstævne d. 11 juni på Dybbøl. Stævnet samlede ca. 40.000 mennesker og Marcussen holdt hovedtalen, som blev sendt i radioen. Under talen sagde han bl.a., at ungdommen var vågnet;
| Citat | til erkendelse af, at vor fremtidsskæbne ikke afhænger af ydre forhold, men af os selv | Citat |
|       |                                                                                        |       |

og at man derfor havde pligt til at værne grænsen og det nordiske.
De mange mennesker, gav liv til Marcussens tanker om at organisere en dansk folkerejsning mod de tyske og nazistiske trusler. Det udmundede i Det Unge Grænseværn, og den 20. september 1933 stiftedes foreningen, der valgte deres første formand, nemlig Peter Marcussen. Under besættelsen var hans højtagtede arbejde dog sværere og d. 29. august blev han arresteret sammen med en række fremtrædende sønderjyder. De blev løsladt 10. september, efter internering i Åbenrå og kasernen i Haderslev.
Han blev arresteret igen d. 27. juni 1944 for "tyskfjendtlig og illegal virksomhed" og overført til Frøslevlejren, og derefter i marts 1945 blev overført til KZ Neuengamme. Efter fem uger vendte han tilbage til Danmark med Folke Bernadottes Hvide busser.
I 1948 oprettede Peter Marcussen efterskolen Folkungskolen i Gråsten. Skolen lukkede i 1953 og bygningen blev solgt. Marcussen blev derefter lærer ved Gråsten kommuneskole, og endelig i 1954 flyttede han til Karlslunde skole. Han gik på pension som viceskoleinspektør i 1963. I 1969 fik han Egholtfondens æresbolig i Vester Broby ved Sorø. Her boede han til sin død.
Marcussen var Ridder af Dannebrog.